# Benlikuyu, Sivrihisar
Benlikuyu là một xã thuộc huyện Sivrihisar, tỉnh Eskişehir, Thổ Nhĩ Kỳ. Dân số thời điểm năm 2011 là 82 người.